# George Kessler

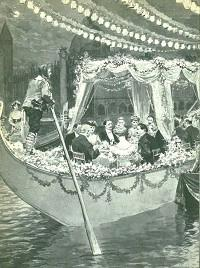
Kesslers Gondel-Party im Savoy, 1905

George Alexander Kessler, der „Champagnerkönig“ (* 23. Januar 1863 in New York, Vereinigte Staaten; † 13. September 1920 in Paris, Frankreich) war ein US-amerikanischer Geschäftsmann, Weinhändler, Millionär und Philanthrop. Er war vor allem für seinen extravaganten Lebensstil, aber auch als Eigentümer eines bekannten Weinimport-Imperiums und später als Gründer einer Wohltätigkeitsorganisation für erblindete Soldaten bekannt.

## Leben
George Kessler kam 1863 in New York als eines von vier Kindern von Dr. Adolph Kessler und dessen Frau Charlotte (geb. Schlesinger; 1843–1910) zur Welt. Er war Eigentümer und Vorsitzender des Weinimport-Unternehmens George A. Kessler and Company in der 20 Beaver Street, New York City, das im internationalen Weinhandel tätig war. Daher nannte man ihn den „Champagnerkönig“. Kessler war als Lebemann und Genießer bekannt. Er gab gern extravagante Gesellschaften und Themenpartys, die bei der High Society sehr beliebt waren. Bei einer Gelegenheit verwandelte er den Innenhof des Savoy Hotels in London in eine Nordpol-Kulisse und bei einer anderen wurde der Innenhof geflutet, um eine Gondel-Party in Venedig zu imitieren. 1902 war er in den sogenannten Champagnerkrieg involviert, der weltweit Aufsehen erregte.
Am 1. Mai 1915 ging Kessler in New York an Bord des Cunard-Dampfers Lusitania, der am 8. Mai in Liverpool eintreffen sollte. Er führte zwei Millionen Dollar in Aktien und Wertpapieren mit sich. Nachdem Kessler bemerkt hatte, dass keine Rettungsübungen mit den Passagieren durchgeführt wurden, sprach er darüber persönlich mit Kapitän William Turner. Während der Reise war er oft in Begleitung des Unternehmers Frederick Pearson und des Bühnenautors Charles Klein. Am Donnerstag, dem 6. Mai, veranstaltete Kessler eine Party in seiner Luxussuite auf dem A-Deck, zu der viele Prominente wie Theodate Pope Riddle, Alfred Vanderbilt, Rita Jolivet, Charles Frohman und der Schiffbauer Albert L. Hopkins erschienen. Einen Tag später, am 7. Mai, wurde die Lusitania von dem deutschen U-Boot U 20 torpediert. Der Liner befand sich nur acht Seemeilen vor der irischen Küste. George Kessler befand sich im Rauchsalon der Ersten Klasse und spielte Bridge. Nachdem der Torpedo eingeschlagen war, half er vielen Frauen und Kindern in die Rettungsboote, sein eigenes aber kenterte und Kessler wurde auf ein klappbares Boot gezogen. Während er Wasser aus dem leckgeschlagenen Boot schöpfte, entschloss er sich dazu, sich für den Rest seines Lebens für Kriegsopfer einzusetzen, falls er überleben würde. Von den ursprünglich 50 Männern und Frauen in seinem Boot wurden nach vier Stunden letztlich nur drei – darunter Kessler – gerettet.
Während er in Irland ärztlich versorgt wurde, lernte er den britischen Publizisten Sir
Arthur Pearson (1866–1921) kennen, der einige Jahre zuvor erblindet war. Pearson erzählte Kessler von St. Dunstan’s, einer von ihm ins Leben gerufenen Einrichtung für erblindete Soldaten. Nachdem Kessler in Paris mit seiner Frau wiedervereint worden war, entschloss er sich, ebenfalls durch Kriegshandlungen erblindeten Soldaten zu helfen. Während des Ersten Weltkriegs unterstützten George und Cora Parsons Kessler (1872–1928) verschiedene Soldatenfonds und Hilfseinrichtungen finanziell. Am 11. November 1915 gründeten die Kesslers den British, French and Belgian Permanent Blind Relief War Fund zur Unterstützung von durch Kampfverletzungen erblindete Soldaten. Sie wurden in ihrer Arbeit von der US-amerikanischen Schriftstellerin Helen Keller unterstützt, die selbst taubblind war. 1918 wurde die Hauptgeschäftsstelle in Paris eingerichtet, gefolgt 1919 von einer weiteren Niederlassung in New York unter dem Namen Permanent Blind Relief War Fund for Soldiers and Sailors of the Allies. Das Unternehmen entwickelte sich zum weltweit größten Vertreiber von Brailleschrift.
George Kessler starb 1920 57-jährig an einer erweiterten Leber. Postum zahlte ihm die Cunard Line 35.000 US-Dollar Schadensersatz für Schock und Stauchungen, die sich Kessler beim Untergang der Lusitania zugezogen hatte. Kesslers Organisation entwickelte sich weiter und wurde 1925 zur American Braille Press for War and Civilian Blind, die nun auch zivile Personen mit einschloss. Heute ist die Organisation als Helen Keller International bzw. Helen Keller Worldwide bekannt.